# Medetera flavitarsis
Medetera flavitarsis är en tvåvingeart som beskrevs av Van Duzee 1930. Medetera flavitarsis ingår i släktet Medetera och familjen styltflugor.
Artens utbredningsområde är Peru. Inga underarter finns listade i Catalogue of Life.